# به آباد قباسيان (مقاطعة غيلانغرب)
به‌آباد قباسيان (بالفارسية: به‌آباد قباسیان) هي قرية تقع في منطقة مركزية ريفية في إيران. يقدر عدد سكانها بـ 53 نسمة .